# شهرستان فایت (تنسی)
شهرستان فایت، تنسی (به انگلیسی: Fayette County, Tennessee) یک سکونتگاه مسکونی در ایالات متحده آمریکا است که در تنسی واقع شده‌است.

## خصوصیات
شهرستان فایت ۱٬۸۲۹ کیلومترمربع مساحت دارد.